# آنتیل بزرگ

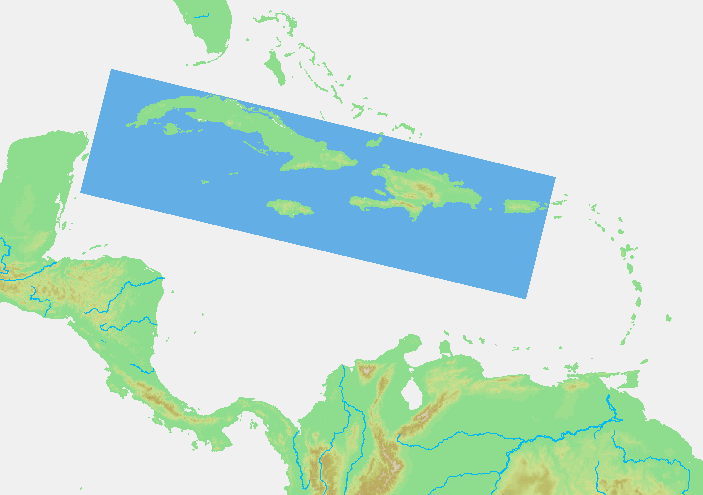
جایگاه آنتیل بزرگ در دریای کارائیب

آنتیل بزرگ نام مجموعه‌ای از جزیره‌های دریای کارائیب شامل کوبا، هیسپانیولا، پورتوریکو و جامائیکا است. به تقریب ۹۰ درصد از مساحت خاکی منطقهٔ کارائیب و همچنین ۹۰ درصد جمعیت انسانی این منطقه در این جزایر قرارگرفته‌است. مجموعهٔ دیگر جزیره‌های کارائیب آنتیل کوچک نام‌دارد.

## کشورها
| کشور                  | مساحت (km²) | جمعیت (تا ۲۰۰۵) | تراکم جمعیت (در کیلومتر مربع) | پایتخت        |
| --------------------- | ----------- | --------------- | ----------------------------- | ------------- |
| کوبا                  | ۱۱۰٬۸۶۰     | ۱۱٬۳۴۶٬۶۷۰      | ۱۰۲٫۴                         | هاوانا        |
| جمهوری دومینیکن       | ۴۸٬۷۳۰      | ۸٬۹۵۰٬۰۳۴       | ۱۸۳٫۷                         | سانتو دومینگو |
| هائیتی                | ۲۷٬۷۵۰      | ۸٬۱۲۱٬۶۲۲       | ۲۹۲٫۷                         | پورتوپرنس     |
| جامائیکا              | ۱۰٬۹۹۱      | ۲٬۷۳۱٬۸۳۲       | ۲۴۸٫۶                         | کینگستون      |
| جزایر کیمن (بریتانیا) | ۲۶۴         | ۶۰٬۴۵۶          | ۱۳۹٫۵                         | جورج‌تاون      |
| پورتوریکو (آمریکا)    | ۹٬۱۰۴       | ۳٬۹۱۶٬۶۳۲       | ۴۳۰٫۲                         | سان خوآن      |
| مجموع                 | ۲۰۷٬۴۳۵     | ۳۵٬۰۶۶٬۷۹۰      | ۱۶۹٫۰۵                        |               |